# Мате Фењвеши
Мате Фењвеши (мађ. Máté Fenyvesi; Јаношхалма, 20. септембар 1933 — 17. фебруар 2022) био је мађарски фудбалер и политичар.
Током клупске каријере две године је играо за Кечкемет, а од 1953. до 1969. за Ференцварош. Одиграо је 76 утакмица и постигао 8 голова за мађарску фудбалску репрезентацију од 1954. до 1966. године, а учествовао је на ФИФА-ином светском првенству 1958. године, ФИФА-ином светском првенству 1962. године, купу европских нација 1964. године и ФИФА-ином светском првенству 1966. године. Након пензионисања, радио је као ветеринар, стекавши докторат док је играо. Након демократских промена у Мађарској на прелазу 89/90, активно се укључио у политику и био је члан парламента од 1990. до 2002, представљајући странку малих власника.

## Лични живот
Био је ожењен Маријом Фехер Каплар. Пар је имао ћерку Беатрикс и сина Левентеа.